# Schweiz förbundskansler
Schweiz förbundskansler är chef för förbundskansliet i Schweiz, som fungerar som en stab under de sju ledamöterna i förbundsrådet. Förbundskanslern är inte medlem av förbundsrådet, och hans eller hennes ställning är inte jämförbar med varken Tysklands förbundskansler eller Österrikes förbundskansler.
Förbundskanslern väljs för en period på fyra år av förbundsförsamlingen. Den nuvarande förbundskanslern, Viktor Rossi, medlem av det Grönliberala partiet, valdes den 13 december 2023 och påbörjade sin första mandatperiod den 1 januari 2024.

## Lista över Schweiz förbundskanslerer
| Nr | Ämbetsperiod | Namn                           | Namn                           | Levnadstid | Politiskt parti | Politiskt parti                 | Hemkanton              |
| -- | ------------ | ------------------------------ | ------------------------------ | ---------- | --------------- | ------------------------------- | ---------------------- |
| 1  | 1803–1830    | Jean Marc Samuel Isaac Mousson | Jean Marc Samuel Isaac Mousson | 1776–1861  |                 | Oberoende                       | Vaud                   |
| 2  | 1830–1847    | Karl Nikolaus von Flüe AmRhyn  | Karl Nikolaus von Flüe AmRhyn  | 1800–1849  |                 | Oberoende                       | Luzern                 |
| 3  | 1848–1881    | Johann Ulrich Schiess          | Johann Ulrich Schiess          | 1813–1883  |                 | Oberoende                       | Appenzell Ausserrhoden |
| 4  | 1882–1909    | Gottlieb Ringier               | Gottlieb Ringier               | 1837–1929  |                 | Oberoende                       | Aargau                 |
| 5  | 1910–1918    | Hans Schatzmann                | Hans Schatzmann                | 1848–1923  |                 | Frisinnade demokratiska partiet | Aargau                 |
| 6  | 1919–1925    | Adolf von Steiger              | Adolf von Steiger              | 1859–1925  |                 | Frisinnade demokratiska partiet | Bern                   |
| 7  | 1925–1934    | Robert Käslin                  | Robert Käslin                  | 1871–1934  |                 | Frisinnade demokratiska partiet | Nidwalden              |
| 8  | 1934–1943    | George Bovet                   | George Bovet                   | 1874–1946  |                 | Frisinnade demokratiska partiet | Neuchâtel              |
| 9  | 1944–1951    | Oskar Leimgruber               | Oskar Leimgruber               | 1886–1976  |                 | Kristdemokratiska folkpartiet   | Fribourg               |
| 10 | 1951–1967    | Charles Oser                   | Charles Oser                   | 1902–1994  |                 | Frisinnade demokratiska partiet | Basel-Stadt            |
| 11 | 1968–1981    | Karl Huber                     | Karl Huber                     | 1915–2002  |                 | Kristdemokratiska folkpartiet   | Sankt Gallen           |
| 12 | 1981–1991    | Walter Buser                   | Walter Buser                   | 1926–2019  |                 | Socialdemokratiska partiet      | Basel-Landschaft       |
| 13 | 1991–1999    | François Couchepin             | François Couchepin             | 1935–2023  |                 | Frisinnade demokratiska partiet | Valais                 |
| 14 | 2000–2007    | Annemarie Huber-Hotz           | Annemarie Huber-Hotz           | 1948–2019  |                 | Frisinnade demokratiska partiet | Zug                    |
| 15 | 2008–2015    | Corina Casanova                | Corina Casanova                | 1956–      |                 | Kristdemokratiska folkpartiet   | Graubünden             |
| 16 | 2016–2023    | Walter Thurnherr               | Walter Thurnherr               | 1963–      |                 | Kristdemokratiska folkpartiet   | Aargau                 |
| 17 | 2024–        | Viktor Rossi                   | Viktor Rossi                   | 1968–      |                 | Grönliberala partiet            | Bern                   |